# 代谢当量
代谢当量（metabolic equivalent of task, MET）或称任务代谢当量、活动代谢当量，是一种进行生物活动时的一种生物学特性，可以用于计算从事某一类活动时的代谢水平。
本条目中未有特别说明的，一律指人类活动。

## 概述
MET可以被理解为特定活动状态下相对于静息代谢（安静的坐着休息，Resting Metabolic）状态的能耗水平。MET值的取值范围可以从0.9（睡觉时）到23（以22.5 km/h时速奔跑时），意味着睡觉时身体的能耗水平是静息状态下的0.9倍，高速奔跑时可能达到静息状态下的23倍。
正因为每个人的代谢情况都不同（偏离静息代谢率）， MET 可以被作为衡量活动本身强度的指标。比如：散步（约 3 km/h）作为一个 2 METs 的活动，需要消耗两倍于静息时的能量。

## 在热量消耗计算上的应用
可以简单的将 1 MET 定义为 1kcal/kg/hour （每公斤体重每小时消耗1大卡），这个数字基本与静息代谢率相等。同时也可以按照摄氧量来定义，那么 1 MET 相当于人在静息状态下得摄氧量，约为 3.5ml/kg/min。
基于以上定义，可以很容易的将 MET 用于计算不同体重的人群在从事特定活动一定时间后（比如以 5.5 km/h 速度连续步行1小时）的热量消耗（比如消耗多少大卡）。由于每个人的身体状况不同，计算结果一般仅用于参考，并非精确的数据。
一些常见活动的 MET 值参考，请见下表：
| 活动                               | MET    |
| 低强度活动                         | < 3    |
| ---------------------------------- | ------ |
| 写作、桌面工作、使用电脑           | 1.5    |
| 慢走                               | 2.0    |
| 中等强度活动                       | 3－6   |
| 步行（4.8km/h）                    | 3.0    |
| 扫地、拖地、使用吸尘器清理地毯     | 3－3.5 |
| 瑜伽，体位法和调息法               | 3.3    |
| 网球双打                           | 5.0    |
| 举重（中等强度）                   | 5.0    |
| 性行为（22岁）                     | 5.8    |
| 高强度活动                         | ≥6     |
| 有氧舞蹈（中等强度）               | 6.0    |
| 自行车（平地，16－19km/h，低强度） | 6.0    |
| 分腿跳跃                           | >6.0   |
| 拜日式（瑜伽）                     | 7.4    |
| 篮球赛                             | 8.0    |
| 游泳（中等至高强度）               | 8－11  |
| 慢跑（9km/h）                      | 8.8    |
| 跳绳（66个/m）                     | 9.8    |
| 足球                               | 10.3   |
| 跳绳（84个/m）                     | 10.5   |
| 跳绳（100个/m）                    | 11.0   |
| 慢跑（10.9km/h）                   | 11.2   |